# Schweinerummel

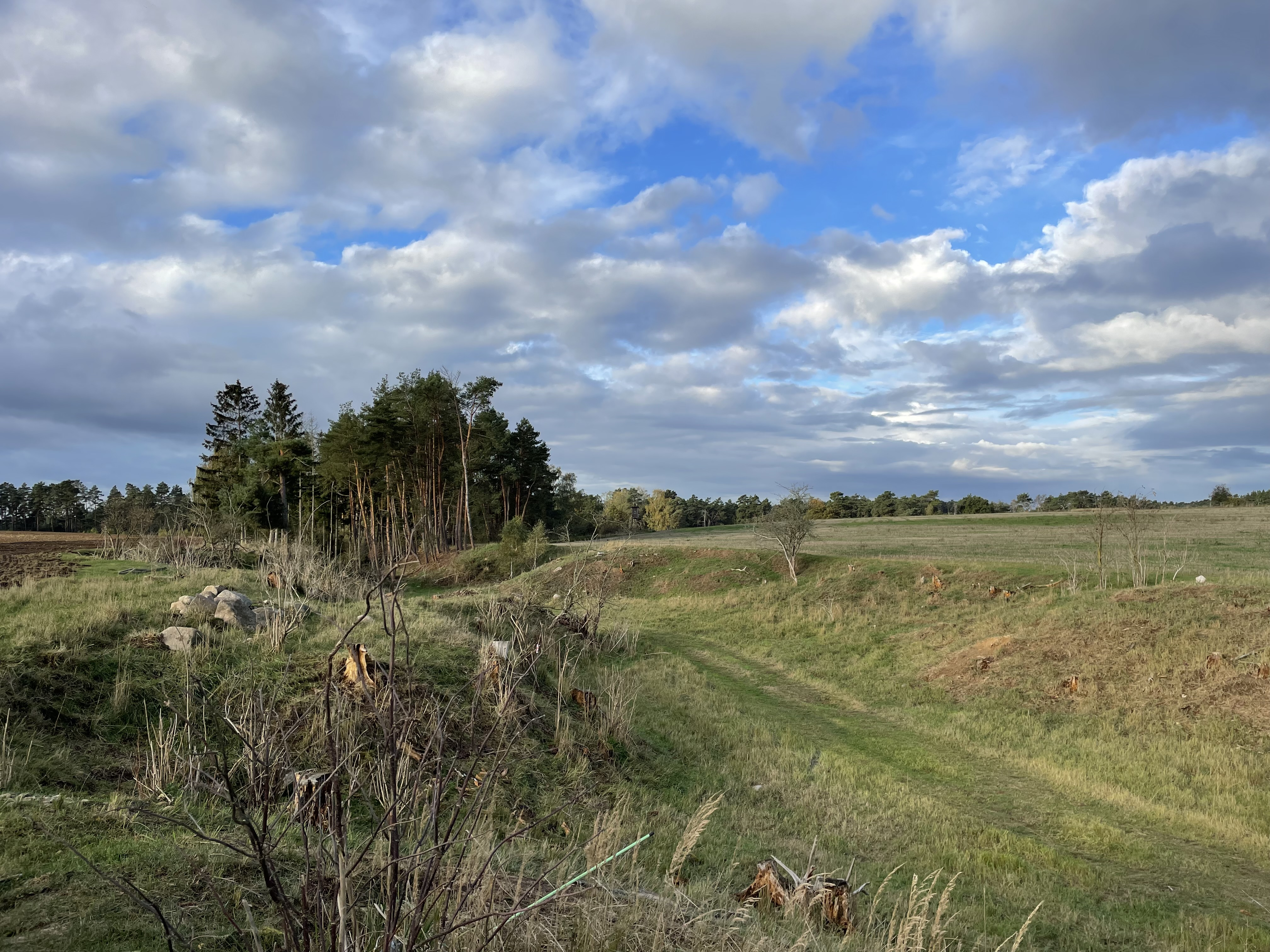
Schweinerummel bei Grubo

Die Schweinerummel ist ein periglaziales Trockental im Hohen Fläming im Land Brandenburg. Sie liegt auf der Gemarkung der Gemeinde Wiesenburg/Mark östlich des Ortsteils Grubo. Sie ist ein Seitental der Brautrummel.

## Entstehungsgeschichte
Die Entstehung der Rummeln im Hohen Fläming geht auf die letzte Weichseleiszeit zurück. Zwar war die Region eisfrei, der Boden jedoch permanent gefroren. Im Sommer konnte das Schmelzwasser daher nicht im Boden versickern, sondern floss oberflächlich ab und bildete durch Erosion an den Oberläufen bereits existierender Trockentäler immer tiefer werdende Täler mit muldenartigen Hängen. Diese Ausprägung wurde durch die Zerstörung der Vegetationsdecke, beispielsweise bei der Rodung von Waldflächen durch den Menschen verstärkt. In Folge konnte das Regenwasser noch schneller abfließen.
Die Schweinerummel war im Gegensatz zur Brautrummel über längere Zeit kaum zugänglich. Sie erhielt ihren Namen von Jägern und Förstern die beobachteten, dass sich in dem dichten Kiefernwald größere Rotten Wildschweine wohlfühlten. Am 3. August 2013 kam es in der Region zu einem starken Sommergewitter, die eine Windhose auslöste. Sie entwurzelte fast die gesamte Brautrummel sowie die Schweinerummel. Die Naturparkverwaltung entschied daraufhin im Jahr 2017, den zuvor weiter nördlich verlaufenden Rundwanderweg in die Schweinerummel zu verlegen.

## Flora
Durch das Fehlen der Bäume siedelten sich Pflanzen an, die eine starke Sonneneinstrahlung benötigen, darunter die Heide-Nelke, die Zypressen-Wolfsmilch, zahlreiche Heidekräuter und das Echte Labkraut. Zum Erhalt der Pflanzen und zur Erhaltung des Wanderweges werden einige Flächen gezielt gemäht.